# Longelinopodius longicollis
Longelinopodius longicollis là một loài bọ cánh cứng trong họ Cerambycidae.